# فرناندو گاریبی
فرناندو گاریبی (تلفظ اسپانیایی: [feɾˈnando ɣaɾiˈβaj]؛ زادهٔ ۲۷ دسامبر ۱۹۸۲) یک تهیه‌کننده موسیقی، ترانه‌نویس، دی‌جی و کارآفرین اهل ایالات متحده آمریکا است. او با هنرمندانی از لیدی گاگا، یوتو، سیا، ویتنی هیوستون، بریتنی اسپیرز، شکیرا، کایلی مینوگ، انریکه ایگلسیاس، پوسی‌کت دالز، اسنوپ داگ، پاریس هیلتون، الی گولدینگ، تیفانی یانگ، ویز خلیفا و بلک آید پیز کارهای تهیه و سرایش موسیقی را انجام داده‌است. همچنین او کارگردان رسمی موزیکال تور اینگونه زاده شده‌ام گاگا و تهیه‌کننده آلبوم اینگونه زاده شده‌ام بوده‌است. وی نامزد دریافت جایزه‌های متعددی ازجمله گرمی شده‌است و به نوشتن و تولید تعدادی ضبط موفق جهانی از جمله پنج ضبط رتبه یک و ۱۰ ضبط برتر رقص در بیلبورد ایالات متحده کمک کرده‌است.